# Parodontodynerus hauseri
Parodontodynerus hauseri är en stekelart som beskrevs av Gusenleitner 1994. Parodontodynerus hauseri ingår i släktet Parodontodynerus och familjen Eumenidae. Inga underarter finns listade i Catalogue of Life.